# Nordin Jbari
Nordin Jbari (Sint-Joost-ten-Node, 5 februari 1975) is een Belgisch voormalig voetballer van Marokkaanse origine.

## Clubcarrière
De 1m82 grote spits begon z'n carrière in 1987 bij Scup Jette, alvorens over te stappen naar de jeugd van RSC Anderlecht in 1992. Jbari maakte bij die club in 1995 zijn debuut in Eerste Klasse. Daar bleef het bij. In 1996 verhuisde hij naar KAA Gent.
Bij die club verbleef hij één seizoen en trok naar Club Brugge, waar hij twee seizoenen in de aanval speelde. In 1999 vertrok Jbari naar Frankrijk om er bij ES Troyes AC te gaan voetballen.
Daar speelde Jbari tot halfweg het seizoen 2001/02, want toen trok hij voor een half seizoen naar Aris Saloniki, een Griekse club. Op het einde van het seizoen keerde hij terug naar Troyes.
Na een half seizoen vertrok Jbari opnieuw, ditmaal naar Grenoble Foot uit de Franse Ligue 2. In 2003 belandde hij terug in België bij Cercle Brugge. In 2004 maakte hij opnieuw deel uit van de kern van KAA Gent en trok een jaar later naar RAA Louviéroise. In 2006 stopte hij met profvoetbal.

## Interlandcarrière
Jbari speelde twee keer voor de Rode Duivels. Hij maakte zijn debuut voor de nationale ploeg op 14 december 1996 in het WK-kwalificatieduel tegen Nederland, dat op eigen veld met 3-0 verloren ging door treffers van Dennis Bergkamp, Clarence Seedorf en Wim Jonk. Jbari trad in dat duel na 75 minuten aan als vervanger van collega-debutant Eric Deflandre. Zijn tweede en laatste optreden voor België volgde op 11 februari 1997 in het vriendschappelijke duel tegen Noord-Ierland, toen hij na 79 minuten in het veld kwam als vervanger van Marc Wilmots.

## Commentator
Hij is momenteel commentator bij de Franstalige Belgacom TV en werkt als analist voor Eleven Sports Network. Hij heeft ook een wekelijkse sportrubriek bij La Dernière Heure/Les Sports.